# Јеванђеље богатства
Богатство или Јеванђеље богатства је есеј који је написао Ендру Карнеги 1889. године да би истакао важност филантропских давања од стране најбогатијих.
Карнеги је био један од водећих индустријалаца деветнаестог века и један од најбогатијих американаца икада. Током живота поклонио је деведесет процената свог богатства универзитетима, библиотекама и различитим фондацијама. 
У „Јеванђељу богатства” Ендру Карнеги тврди да је од почетка цивилизације важило начело „ако не посејеш, нећеш ни пожњети” и да са напретком целокупног друштва богатство неизбежно завршава у рукама неколицине који имају енергију и способност да га створе. Мислио је да остављање превеликог наследства деци делује оптерећујуће и да им онемогућава да се остваре. Најбогатији слој је видео само као привремене чуваре богатства који имају одговорност да живе скромно и богатство најбоље распореде. Сматрао је да „од 1000 долара донираних у добротворне сврхе, 950 бива протраћено” и да „човек који умре богат умире осрамоћен”. Такође је веровао да је „богатство човечанства боље бацити у море него га дати лењима, пијанима и незаслужнима”.